# هیگاشینه، یاماگاتا
هیگاشینه در استان یاماگاتا در کشور ژاپن واقع شده‌است که دارای جمعیت ۴۶٬۱۴۱ نفر و مساحت ۲۰۷٫۱۷ کیلومتر مربع با تراکم جمعیت ۲۲۳ نفر در کیلومترمربع است و در تاریخ ۳ نوامبر ۱۹۵۸ به عنوان شهر شناخته شد.